# Sansara
Sansara (лат.) — род бабочек из семейства древоточцев инфраотряда разнокрылых бабочек (подсемейство Zeuzerinae). Юго-Восточная Азия: Индия, Непал и Таиланд.

## Описание
Бабочким средних размеров и светлой желтовато-коричневой окраски. Длина переднего крыла около 15 мм. Окраска передних крыльев необычна для Cossidae, оно имеет отчётливый сетчатый рисунок, более развитый на периферии крыла, затемнённую базальная область и постдискальные и субмаргинальные коричневые полосы. Задние крылья с неясным сетчатым рисунком. Антенна двугребенчатая почти по всей длине, только несколько дистальных члеников не имеют отростков. Конец брюшка с пучком волосков, что делает их похожими на представителей семейства Metarbelidae. Гениталии самца отличаюстя следующими признаками: ункус длинный, заостренный; вальва простая, узкая; гнатос полностью редуцирован; юкста в виде семеприемника с двумя длинными боковыми отростками; саккус длинный, узкий.

## Таксономия
Известно 4 вида. Род был впервые выделен в 2004 году российским лепидоптерологом Романом Викторовичем Яковлевым (Алтайский государственный университет, Барнаул) и включён в состав подсемейства Zeuzerinae, где отличается от близких родов, таких как Phragmataecia, Lakshmia, Garuda, Butaya.
- Sansara dea (Yakovlev, 2006) — Непал
- Sansara hreblayi Yakovlev, 2004 — Таиланд
- Sansara naumanni Yakovlev, 2004 — Таиланд
- Sansara pallidalae (Hampson, 1892) — Индия (Сикким)
  - =Cossus pallidalae Hampson, 1892